# Svrljig
Svrljig (izvirno srbsko Сврљиг) je naselje v Srbiji, ki je središče istoimenske občine; slednja pa je del Niškega upravnega okraja.

## Demografija
V naselju živi 6247 polnoletnih prebivalcev, pri čemer je njihova povprečna starost 38,3 let (37,3 pri moških in 39,2 pri ženskah). Naselje ima 2428 gospodinjstev, pri čemer je povprečno število članov na gospodinjstvo 3,17.
To naselje je, glede na rezultate popisa iz leta 2002, večinoma srbsko, a v času zadnjih 3 popisov je opazen porast števila prebivalcev.
|  |

| Demografija | Demografija     | Demografija     |
| Leto        | Št. prebivalcev | Št. prebivalcev |
| ----------- | --------------- | --------------- |
|             |                 |                 |
|             |                 |                 |
|             |                 |                 |
|             |                 |                 |
| 1948        | 1296            |                 |
| 1953        | 1646            |                 |
| 1961        | 2012            |                 |
| 1971        | 3486            |                 |
| 1981        | 5728            |                 |
| 1991        | 7421            | 7296            |
| 2002        | 7955            | 7705            |
|             |                 |                 |

| Etnična sestava po popisu iz leta 2002 | Etnična sestava po popisu iz leta 2002 | Etnična sestava po popisu iz leta 2002 | Etnična sestava po popisu iz leta 2002 | Etnična sestava po popisu iz leta 2002 |
| -------------------------------------- | -------------------------------------- | -------------------------------------- | -------------------------------------- | -------------------------------------- |
| Srbi                                   | Srbi                                   |                                        | 7.475                                  | 97,01%                                 |
| Romi                                   | Romi                                   |                                        | 69                                     | 0,89%                                  |
| Črnogorci                              | Črnogorci                              |                                        | 11                                     | 0,14%                                  |
| Makedonci                              | Makedonci                              |                                        | 7                                      | 0,09%                                  |
| Bolgari                                | Bolgari                                |                                        | 7                                      | 0,09%                                  |
| Jugoslovani                            | Jugoslovani                            |                                        | 4                                      | 0,05%                                  |
| Slovenci                               | Slovenci                               |                                        | 2                                      | 0,02%                                  |
| Rusi                                   | Rusi                                   |                                        | 2                                      | 0,02%                                  |
| Albanci                                | Albanci                                |                                        | 2                                      | 0,02%                                  |
| Hrvati                                 | Hrvati                                 |                                        | 1                                      | 0,01%                                  |
| Romuni                                 | Romuni                                 |                                        | 1                                      | 0,01%                                  |
| Neznano                                | Neznano                                |                                        | 112                                    | 1,45%                                  |